# Perimeceta incrustalis
Perimeceta incrustalis là một loài bướm đêm trong họ Crambidae.